# Peter Regli
Peter Regli (* 20. Juli 1944 in Airolo) ist ein Schweizer Offizier. Er war von 1991 bis 1999 Chef des schweizerischen Nachrichtendienstes.

## Leben
Peter Regli wurde 1944 in Airolo geboren und schloss 1969 sein Studium an der ETH Zürich ab. Im Militär wurde er zum Piloten ausgebildet und war in den 1960er-Jahren Angehöriger der Fliegerstaffel 6.
Im Jahr 1969 trat er als Projektingenieur in die Armaments Services Group ein. Von 1974 bis 1977 wirkte Regli als Assistent in der Schweizer Botschaft in Stockholm unter dem Verteidigungsattaché. Zurück in der Schweiz nach weiteren vier Jahren bei der GRD übernahm er 1981 die Leitung des Nachrichtendienstes der Flieger- und Fliegerabwehrtruppen. Auf den 1. Juli 1991 ernannte der Bundesrat Regli zum Divisionär und Unterstabschef Nachrichtendienst.
In der Folge der Affäre Bellasi vom Sommer 1999 wurde Regli vom Generalstabschef am 17. September 1999 mit neuen Aufgaben betraut. Ende 2000 wurde er vom Bundesrat vorzeitig in den Ruhestand versetzt.

## Affären

### Zusammenarbeit mit dem Apartheidstaat in Südafrika
Als Chef des Fliegernachrichtendienstes organisierte Regli in den frühen 1980er Jahren geheime Pilotenaustausche mit dem Apartheidregime. Laut dem ehemaligen Geheimdienstchef Südafrikas, Chris Thirion, vereinbarten 1986 die Geheimdienste der Schweiz und Südafrikas einen Know-how-Austausch über C-Waffen.
Am 25. Januar 1988 traf der Leiter des südafrikanischen ABC-Waffen-Programmes («Project Coast»), Wouter Basson, in Begleitung des Polizeigenerals Lothar Neethling mit Vertretern des AC-Laboratoriums Spiez in Bern zusammen. Laut Basson wurde das Treffen durch einen Informanten und engen Vertrauten Reglis vermittelt. Unter dem «Project Coast» wollte der Militärarzt Basson mit B- und C-Waffen damals mögliche Aufstände der schwarzen Bevölkerung bereits im Keim ersticken. Auch Regli hatte Basson nachweislich getroffen. Gegen «Dr. Tod», wie Basson genannt wird, liefen in Pretoria Gerichtsverfahren, er wurde in erster Instanz vom Vorwurf der Verletzung von Kriegs- und Menschenrechten freigesprochen.

### Aktenvernichtung
Vor seinem erzwungenen Rücktritt liess Peter Regli 1999 nahezu sämtliche Akten über die nachrichtendienstliche und militärische Zusammenarbeit mit dem Apartheidregime vernichten. Im Januar 2003 reichte das Eidgenössische Departement für Verteidigung, Bevölkerungsschutz und Sport (VBS) eine Strafanzeige gegen Peter Regli ein. Der Rechtsprofessor Rainer Schweizer hatte in einer Administrativuntersuchung im Zusammenhang mit umstrittenen Kontakten des Geheimdienstes zum südafrikanischen Apartheid-Regime festgestellt, dass im Nachrichtendienst entgegen den Vorschriften routinemässig Akten vernichtet wurden. Die Bundesanwaltschaft leitete die Anzeige danach ans Untersuchungsrichteramt weiter.
Regli hat die Aktenvernichtung nicht bestritten. Obwohl auch eine parlamentarische Untersuchungskommission diese als unrechtmässig bezeichnete, wurde Regli 2007 vom Bundesrat vollständig rehabilitiert. Die Aktenvernichtungen im Geheimdienst seien im Interesse der Schweiz gewesen.
Die Rehabilitierung von Regli war umstritten, sie wurde von Hilfswerken und der politischen Linken (Sozialdemokraten, Partei der Arbeit, Grüne) mit Empörung zur Kenntnis genommen.

### Die Affäre Bellasi
Am 13. August 1999 kurz nach Mitternacht wurde auf dem Flughafen Zürich-Kloten der als Quartiermeister beim Geheimdienst eingeteilte Offizier Dino Bellasi festgenommen. Er wurde beschuldigt, seit Dezember 1994 insgesamt 9 Millionen Franken unrechtmässig bei der Schweizerischen Nationalbank bezogen zu haben.
Am 17. August entdeckte die Bundespolizei ein Waffen- und Munitionslager im Berner Quartier Bümpliz, das Bellasi angelegt hatte. Nach seinen Angaben habe er dabei im Auftrag von Geheimdienstchef Regli gehandelt. Es soll darum gegangen sein, eine neue Geheimarmee aufzubauen.
Bei den Verhören durch die Bundesanwältin nahm Bellasi die Behauptung, nur die Weisungen Reglis befolgt zu haben, wieder zurück. Im Februar 2003 wurde Bellasi zu sechs Jahren Zuchthaus verurteilt. Ein beträchtlicher Teil des abgezweigten Geldes konnte nicht mehr gefunden werden.

## Veröffentlichungen
- Braucht die Schweiz (noch) einen Nachrichtendienst? Vortrag, gehalten anlässlich der Frühjahrsversammlung der «Schweizerzeit» Verlags AG am 16. Mai 2001 in Zürich. In: Schweizerzeit-Schriftenreihe. Nr. 38. Schweizerzeit-Verlag, Flaach 2001, ISBN 3-907983-38-6.
- Publikationen von und über Peter Regli im Katalog Helveticat der Schweizerischen Nationalbibliothek